# Ana Jiménez López
Ana Jiménez López (La Coruña,15 de diciembre de 1926-Valladolid, 11 de noviembre de 2013) fue una escultora y pintora española que recibió en 2003 el Premio Castilla y León de las Artes.

## Biografía
Jiménez estuvo muy vinculada desde su infancia, por su ascendencia castellana, a la ciudad de Valladolid, en la que realizó sus estudios de bachillerato en el Instituto Núñez de Arce y posteriormente en la Escuela de Artes y Oficios, donde ingresó en 1950. Fueron sus maestros José Luis Medina, Antonio Vaquero y Ángel Trapote en escultura. Obtuvo en 1964 plaza de profesora de Modelado en esa misma escuela, en la que permaneció durante veinticinco años.
En 1997 creó la Fundación Ana Jiménez, con el apoyo de la Junta de Castilla y León, para ayudar a artistas jóvenes.

## Trayectoria y estilo

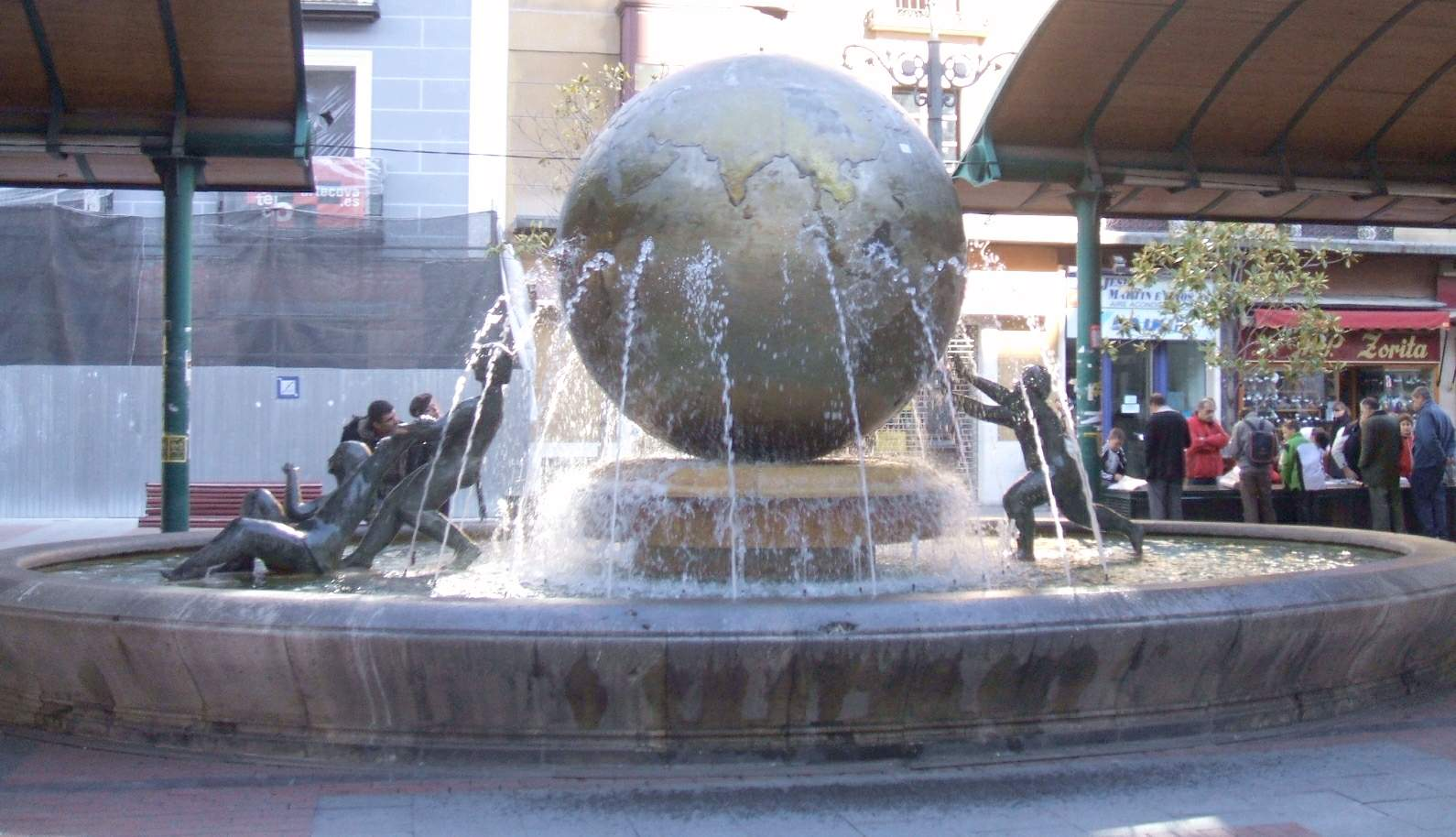
La bola del mundo en la Plaza de España de Valladolid.

Su obra fue muy extensa: deseó que a su fallecimiento se mantuviera depositada en la ciudad de Valladolid, por lo que su compañera y heredera universal María Pilar Lourdes Tejedor Pascual donó su legado, compuesto por 518 piezas, 300 de ellas dibujos, que fue recibido por la Consejería de Cultura y que forma parte de los fondos del Museo de Valladolid.
En el principio de su trayectoria profesional se dedicó a restauraciones y reproducciones, como la del Monumento a los Cazadores de Alcántara de Mariano Benlliure, y encargos muy diversos, incluidos numerosos trabajos para los comercios de la ciudad, muchos de los cuales han desaparecido. Su obra escultórica en fuentes y esculturas de gran formato forma parte del catálogo de la escultura pública vallisoletana del siglo XX. Uno de sus trabajos más conocidos es la llamada La bola del mundo, realizada en 1996 y situada en la Plaza de España de Valladolid en un lugar muy popular en la ciudad, consistente en tres niños jugando alrededor de la bola giratoria del mundo. Otras obras notables son el Monumento al V Centenario del Matrimonio de los Reyes Católicos, de 1969; la escultura de Juana la Loca, de 1981, expuesta en Tordesillas, y otra de Mariana Pineda. En 1996 realizó por encargo municipal el monumento Candia (una niña en un columpio) en el vallisoletano Parque Ribera de Castilla.
Mantuvo siempre interés por la figura de la mujer como eje de su trabajo. A partir de los años 80 y en su última etapa, se dirigió hacia temas de actualidad social. Cultivó el modelado, medallas (para los Juegos Internacionales de Gimnasia Rítmica, celebrados en Valladolid los años 1985 y 1986), y bajorrelieves, como una de las escenas que conmemoraron el IV Centenario de El Quijote, en 2005, en el exterior de la Casa de Cervantes en Valladolid. En su última etapa se interesó en la realización de joyas, e investigó con toda clase de materiales, como poliéster, alambre, papel o poliuretano, como en la serie Visitantes, 2004.

## Reconocimientos
Recibió sus primeros premios como estudiante en 1956: el “Martí y Monsó” de la Escuela de Artes y Oficios, y el “Fernández Araoz” de escultura en 1957. En su trayectoria profesional obtuvo, entre otros, en 1963 la Medalla Nacional de Escultura de la Exposición de Bellas Artes de Madrid (por Niña) y en 1964 el Primer premio de Escultura de Profesionales de Caja España de Valladolid por Maternidad. 
La Junta de Castilla y León le dedicó una exposición antológica en 1993, y en 2003 le galardonó con el Premio Castilla y León de las Artes. En 2007 se le concedió el Premio a la Trayectoria Artística de la Diputación de Valladolid. 

## Obras
- Niña, en bronce, mereció una Medalla Nacional de Escultura en la Exposición Nacional de Bellas Artes de Madrid en 1957.
- Maternidad, relieve en piedra de Sepúlveda que obtuvo el Primer premio de Escultura de Profesionales de la Caja España de Valladolid en 1964.
- Altorrelieve de Santa Teresa para el convento de Santa Teresa de Valladolid. 1971.
- Pieza para el concurso Monumento a Jorge Manrique en Paredes de Nava (Palencia).1981.
- La bola del mundo, o Fuente de los niños, fuente en la Plaza de España de Valladolid, 1996.
- Candía, niña en un columpio en la Plaza Ribera de Castilla de Valladolid. 1996
- Negras de Malí, una de las colecciones con las que se inauguró la Fundación Ana Jiménez, 1997[11]
- Relieve del romance de Altisidora, Homenaje a Miguel de Cervantes en la calle Miguel Íscar junto a las rejas de la Casa Cervantes de Valladolid. 2005[1]